# 普朗科埃特
普朗科埃特（法語：Plancoët，法語發音：[plɑ̃kwɛt]），布列塔尼大区阿摩尔滨海省的一个市镇，隶属于迪南区，其市镇面积为11.49平方公里，2022年1月1日时人口数量为3,095人，在法国城市中排名第3,704位。
普朗科埃特位于阿摩尔滨海省东北部，阿尔格农河畔，因出产同名矿泉水而闻名。

## 地名来源
“Pl”是一个常见的布列塔尼地名前缀，本意为“聚落”，引申含义为“堂区”。
因翻译标准不同，“Plancoët”在《世界地名翻译大辞典》、《世界地名译名词典》以及中文谷歌地图等一些汉语资料中被译为普朗科埃。

## 历史

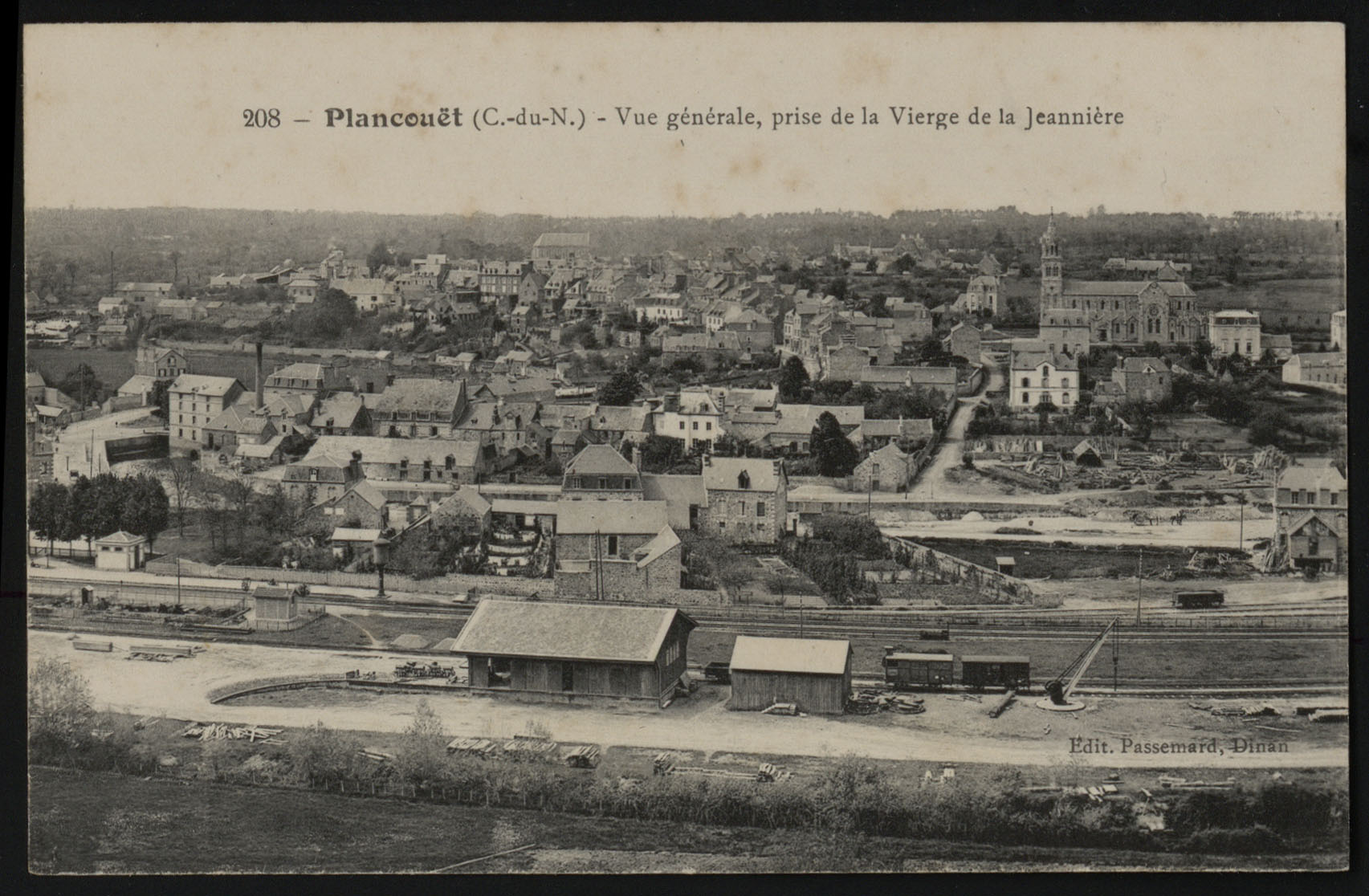
20世纪初的普朗科埃特

普朗科埃特的早期历史尚不清楚，根据当地官方网站的论述，一条罗马时期的道路曾由此通过。公元11世纪时，迪南领主在此修建了一处城堡，其附近的磨坊于1223年建成。中世纪中后期，普朗科埃特成为庞蒂耶夫尔伯国的一处领地，当地伯爵曾多次与布列塔尼公爵发生冲突，普朗科埃特在1252年和1389年的围城战中被烧毁。法国大革命后，普朗科埃特成为北滨海省的一个市镇。1843年，普朗科埃特出现了一处三一团教会。工业革命期间，途径普朗科埃特的铁路线建成通车，当地出现了一处蒸馏作坊，后成为饮用矿泉水厂。

## 地理

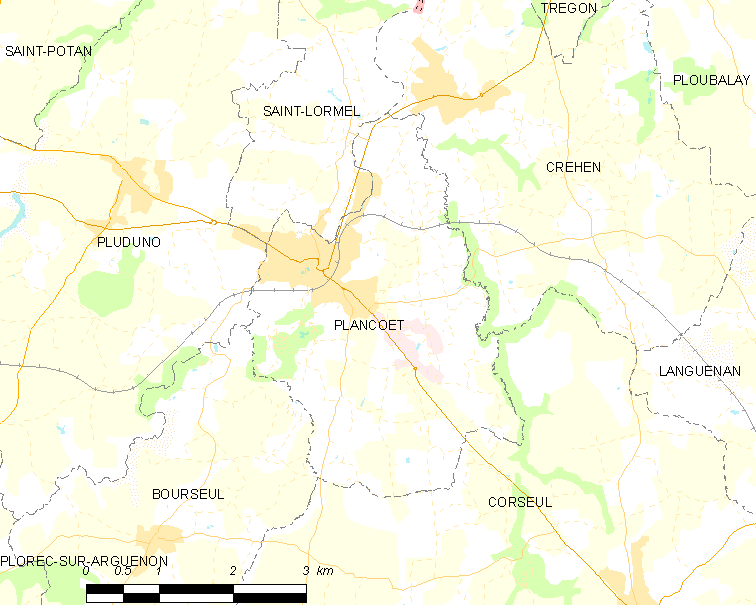
普朗科埃特市镇范围地图

普朗科埃特位于法国西北部，布列塔尼大区北部偏东和阿摩尔滨海省东北部，距离省会圣布里厄大约46公里。与普朗科埃特接壤的市镇包括：布尔瑟勒、科尔瑟勒、克雷昂、普吕迪诺、圣洛尔梅勒。

### 地形
普朗科埃特位于布列塔尼半岛东北部，阿摩里卡丘陵北部腹地，境内以浅丘为主，市镇中心地势较为平坦，全境海拔在5到87米之间。

### 水文
阿尔格农河自南向北流经境内，该河独立注入大西洋。

### 植被
普朗科埃特属于温带阔叶混交林区，林地多分布于市区南部，阿尔格农河右岸的罗朗草地公园（Étang du Pré Rolland）是当地主要的城市绿地。
在鲜花城市的评比中，普朗科埃特被评为3星级鲜花城市。

### 气候
普朗科埃特在柯本气候分类法中属于温带海洋性气候。
距离普朗科埃特最近的常年气象站位于普勒尔蒂境内，以下为该气象站的数据：
| 普勒尔蒂1981年－2019年 | 普勒尔蒂1981年－2019年 | 普勒尔蒂1981年－2019年 | 普勒尔蒂1981年－2019年 | 普勒尔蒂1981年－2019年 | 普勒尔蒂1981年－2019年 | 普勒尔蒂1981年－2019年 | 普勒尔蒂1981年－2019年 | 普勒尔蒂1981年－2019年 | 普勒尔蒂1981年－2019年 | 普勒尔蒂1981年－2019年 | 普勒尔蒂1981年－2019年 | 普勒尔蒂1981年－2019年 | 普勒尔蒂1981年－2019年 |
| 月份                   | 1月                    | 2月                    | 3月                    | 4月                    | 5月                    | 6月                    | 7月                    | 8月                    | 9月                    | 10月                   | 11月                   | 12月                   | 全年                   |
| ---------------------- | ---------------------- | ---------------------- | ---------------------- | ---------------------- | ---------------------- | ---------------------- | ---------------------- | ---------------------- | ---------------------- | ---------------------- | ---------------------- | ---------------------- | ---------------------- |
| 历史最高温 °C（°F）    | 16.4 (61.5)            | 20.9 (69.6)            | 23.2 (73.8)            | 27.1 (80.8)            | 29.2 (84.6)            | 33.8 (92.8)            | 37.6 (99.7)            | 39.4 (102.9)           | 33.1 (91.6)            | 28.9 (84.0)            | 20.6 (69.1)            | 17.6 (63.7)            | 39.4 (102.9)           |
| 平均高温 °C（°F）      | 8.8 (47.8)             | 9.3 (48.7)             | 11.9 (53.4)            | 13.7 (56.7)            | 17 (63)                | 19.8 (67.6)            | 21.9 (71.4)            | 22 (72)                | 20 (68)                | 16.3 (61.3)            | 12 (54)                | 9.2 (48.6)             | 15.2 (59.4)            |
| 日均气温 °C（°F）      | 6.1 (43.0)             | 6.2 (43.2)             | 8.3 (46.9)             | 9.8 (49.6)             | 13 (55)                | 15.6 (60.1)            | 17.7 (63.9)            | 17.8 (64.0)            | 15.9 (60.6)            | 12.8 (55.0)            | 9.1 (48.4)             | 6.5 (43.7)             | 11.6 (52.9)            |
| 平均低温 °C（°F）      | 3.4 (38.1)             | 3.1 (37.6)             | 4.8 (40.6)             | 5.9 (42.6)             | 9 (48)                 | 11.5 (52.7)            | 13.5 (56.3)            | 13.6 (56.5)            | 11.7 (53.1)            | 9.4 (48.9)             | 6.1 (43.0)             | 3.7 (38.7)             | 8 (46)                 |
| 历史最低温 °C（°F）    | −13.7 (7.3)            | −11.7 (10.9)           | −6.2 (20.8)            | −2.8 (27.0)            | −0.2 (31.6)            | 3.6 (38.5)             | 6.7 (44.1)             | 5 (41)                 | 2.3 (36.1)             | −4.2 (24.4)            | −5.9 (21.4)            | −9.6 (14.7)            | −13.7 (7.3)            |
| 平均降水量 mm（）      | 67 (2.6)               | 57.6 (2.27)            | 53.5 (2.11)            | 53 (2.1)               | 63.6 (2.50)            | 49.1 (1.93)            | 49.7 (1.96)            | 49.4 (1.94)            | 62.2 (2.45)            | 86.8 (3.42)            | 86.8 (3.42)            | 80 (3.1)               | 758.7 (29.87)          |
| 月均日照時數           | 69.5                   | 84.3                   | 127.5                  | 164.1                  | 188.4                  | 206.4                  | 206.4                  | 198.6                  | 167.1                  | 112.6                  | 77.8                   | 64                     | 1,666.7                |
| 来源：infoclimat.fr    |                        |                        |                        |                        |                        |                        |                        |                        |                        |                        |                        |                        |                        |

## 行政区划
普朗科埃特是法国布列塔尼大区阿摩尔滨海省的一个市镇，编号为22172。普朗科埃特隶属于迪南区和阿摩尔滨海省第二选区，管理普朗科埃特县，同时也是迪南城市圈公共社区的组成部分。
法国国家统计与经济研究所（简称）在进行数据统计时，将普朗科埃特及相邻的普吕迪诺设为普朗科埃特城市核心区。自2020年起，普朗科埃特城市核心区被普朗科埃特城市辐射区代替。此外，还将普朗科埃特市镇整体看作一个“块区”（IRIS），以便于统计人口分布情况。

## 交通

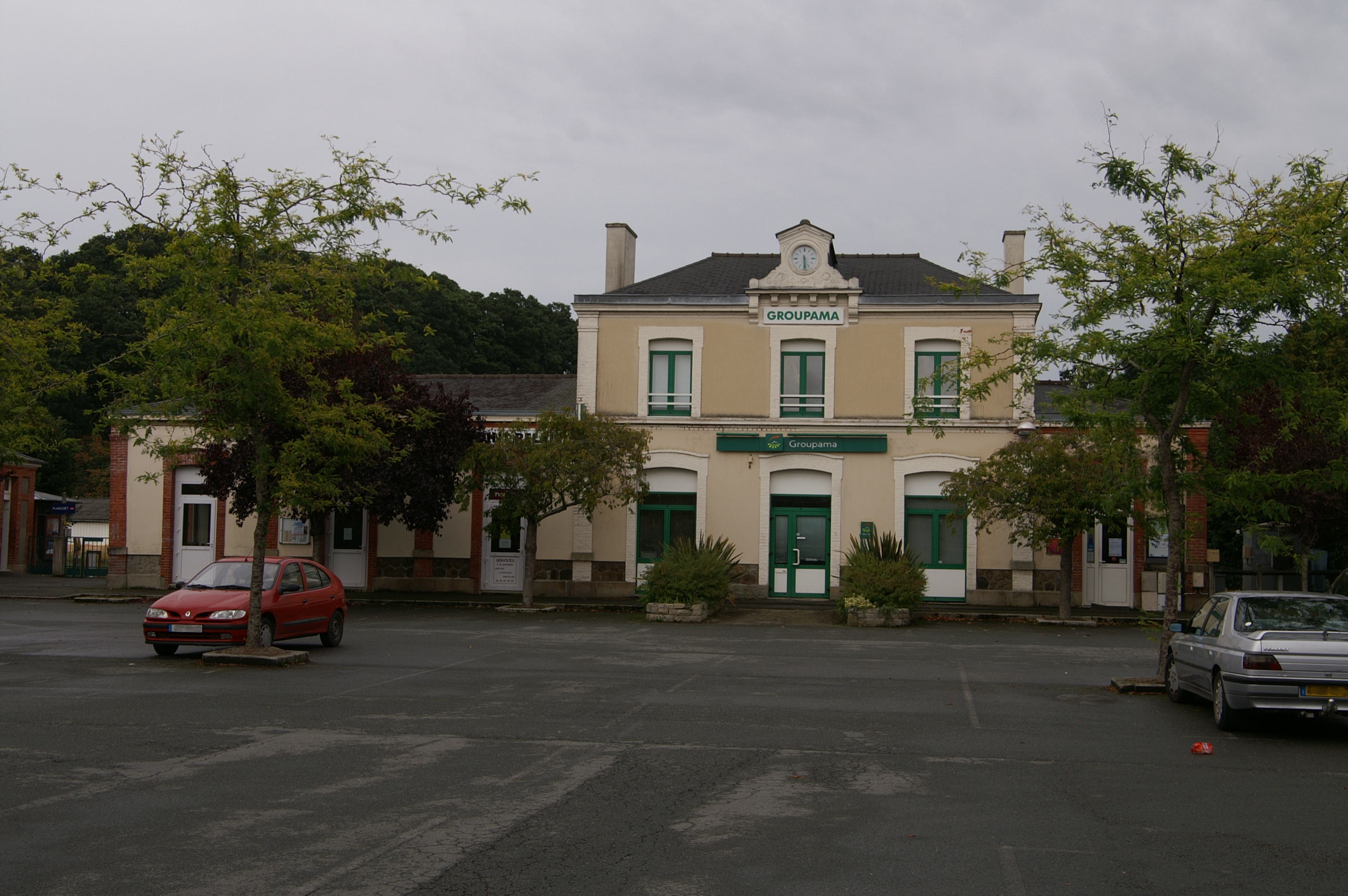
普朗科埃特火车站

### 公路
多条阿摩尔滨海省省道在普朗科埃特境内交汇。布列塔尼大区下属的城际客运提供巴士线路，可前往迪南和圣卡勒吉尔多。
| 5 | 121 |

| 34 | 78 |

| 圣布里厄 | 46 |

| 卢代阿克 | 67 |

| 雷恩 | 70 |

| 迪南 | 17 |

| 圣马洛 | 29 |

| 朗巴勒阿摩尔 | 25 |

2018年，70.2%的普朗科埃特家庭拥有至少一辆私人汽车。2019年，普朗科埃特境内共发生各类交通事故1起，造成1人受伤。

### 铁路
普朗科埃特位利松－朗巴勒铁路上。普朗科埃特站位于市区东部，停靠往返于圣布里厄和迪南一线的区域列车。

### 航空
距离普朗科埃特最近的民用航空站为雷恩机场，距离普朗科埃特市中心的公路里程约81公里。

### 城市公共交通
截至2022年1月，普朗科埃特暂无城市公共交通系统。

## 政治

### 市政内阁

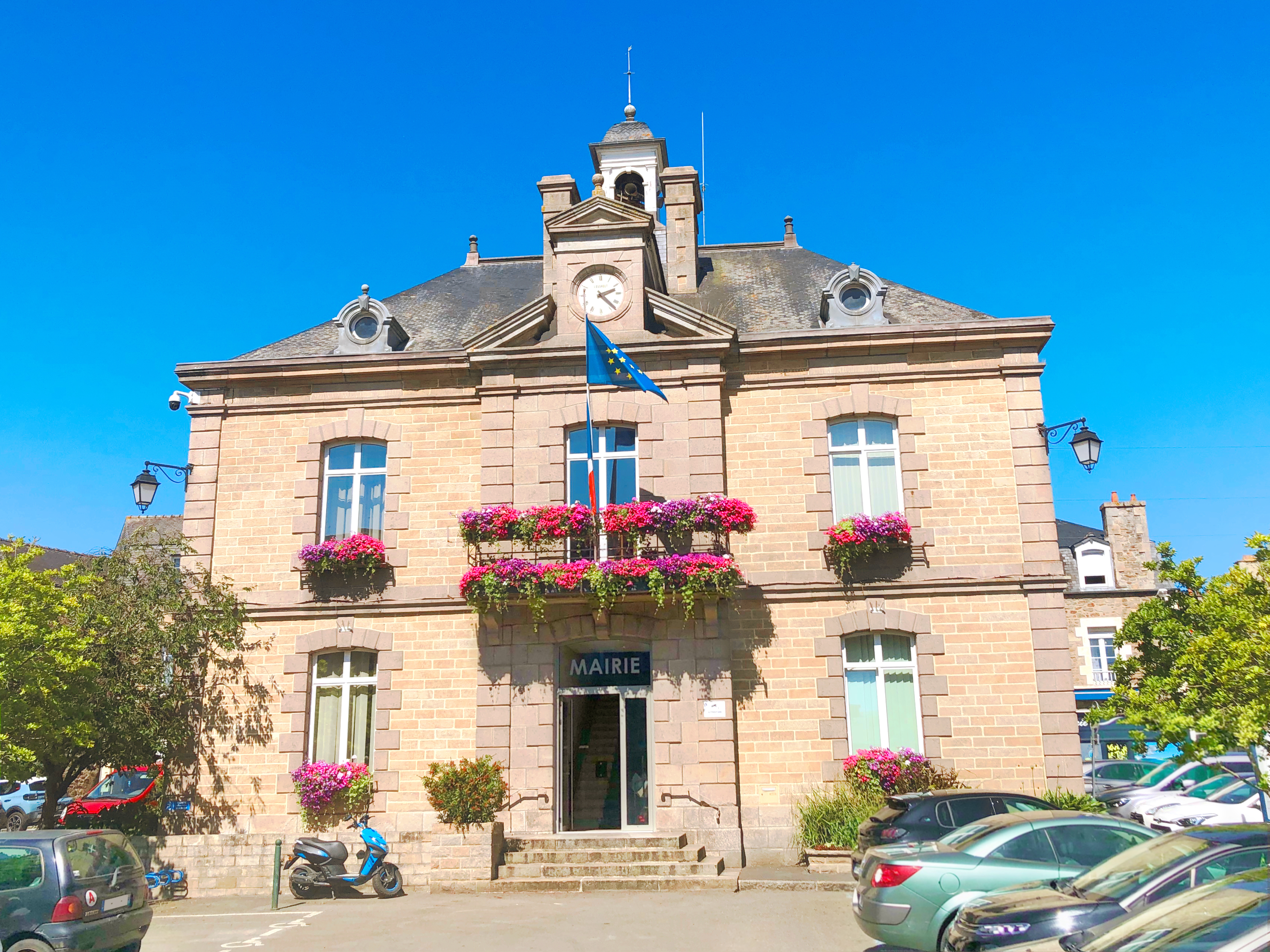
普朗科埃特市政厅

普朗科埃特的现任市长为帕特里克·巴罗先生（Patrick Barraux），他是一名无党派人士，在2020年的市政选举中获得了100%的支持率（无其他候选人）。
| 普朗科埃特历届市长 | 普朗科埃特历届市长                  | 普朗科埃特历届市长 |
| 任期               | 市长                                | 党派               |
| ------------------ | ----------------------------------- | ------------------ |
| 1946年－1956年     | Francis Cade 弗朗西斯·卡德          | 不详               |
| 1956年－1983年     | Joseph Samson 约瑟夫·桑松           | DVD右翼无党派人士  |
| 1983年－2008年     | Marcel Legoff 马塞尔·勒戈夫         | DVG左翼无党派人士  |
| 2008年－2014年     | Viviane Le Dissez 维维安娜·勒迪塞兹 | PS社会党           |
| 2014年－           | Patrick Barraux 帕特里克·巴罗       | 無黨籍             |

### 各级选举
| 普朗科埃特历届投票选举结果 | 普朗科埃特历届投票选举结果         | 普朗科埃特历届投票选举结果 | 普朗科埃特历届投票选举结果           | 普朗科埃特历届投票选举结果 | 普朗科埃特历届投票选举结果 | 普朗科埃特历届投票选举结果           | 普朗科埃特历届投票选举结果 | 普朗科埃特历届投票选举结果 |
| 选举项目                   | 选区单位                           | 选举结果                   | 选举结果                             | 选举结果                   | 选举结果                   | 选举结果                             | 选举结果                   | 参考资料                   |
| 选举项目                   | 选区单位                           | 第一轮胜出者               | 第一轮胜出者                         | 支持率                     | 第二轮胜出者               | 第二轮胜出者                         | 支持率                     | 参考资料                   |
| -------------------------- | ---------------------------------- | -------------------------- | ------------------------------------ | -------------------------- | -------------------------- | ------------------------------------ | -------------------------- | -------------------------- |
| 2017年法國總統選舉         | 普朗科埃特市镇                     |                            | 埃马纽埃尔·马克龙                    | 23.94%                     |                            | 埃马纽埃尔·马克龙                    | 65.97%                     | [ 18 ]                     |
| 2017年法国立法选举         | 阿摩尔滨海省第二选区（普朗科埃特） |                            | 埃尔韦·贝尔维尔                      | 27.33%                     |                            | 埃尔韦·贝尔维尔                      | 57.47%                     | [ 18 ]                     |
| 2019年欧洲议会选举         | 普朗科埃特市镇                     |                            | Prenez le Pouvoir                    | 25.64%                     | （不适用）                 | （不适用）                           | （不适用）                 | [ 18 ]                     |
| 2021年法国省级选举         | 普朗科埃特县                       |                            | COTIN Marie-Christine DESBOIS Michel | 49.56%                     |                            | COTIN Marie-Christine DESBOIS Michel | 59.5%                      | [ 19 ]                     |
| 2021年法国大区选举         | 普朗科埃特市镇                     |                            | 伊萨贝尔·勒卡莱内克                  | 33.37%                     |                            | 伊萨贝尔·勒卡莱内克                  | 42.82%                     | [ 20 ]                     |

## 人口
2018年，普朗科埃特市镇人口数量为2,996，在法国排名第3,704位。其中男性1,412人，女性1,584人，75岁及以上人口占12.6%，外籍人口数量为606人，人口密度为261人/平方公里，当地居民被称为（男性）或（女性）。2019年，普朗科埃特境内出生17人，死亡人口55人。
| 年份   | 1936  | 1946  | 1954  | 1962  | 1968  | 1975  | 1982  | 1990  | 1999  | 2006  | 2011  | 2016  | 2019  |
| ------ | ----- | ----- | ----- | ----- | ----- | ----- | ----- | ----- | ----- | ----- | ----- | ----- | ----- |
| 人口數 | 1,924 | 2,047 | 1,936 | 2,134 | 2,304 | 2,375 | 2,489 | 2,507 | 2,589 | 2,934 | 3,084 | 3,022 | 2,981 |

## 经济
截止2022年1月，普朗科埃特市镇范围内共有各类用人单位（包含自雇）457家，平均历史为18年，其中98.46%为中小型企业（PME）。 （大型零售）、（皮革制品制造）及（皮革制品销售）是当地2020年营业额最高的三个企业，分别为43,418,049欧元、2,915,156欧元和1,981,097欧元。

## 财政与居民收入
2020年，普朗科埃特的财政收入总额为2,973,830欧元，财政支出总额为2,326,610欧元，当年的债务总额为3,807,110欧元。2021年，普朗科埃特共获得575,459欧元的国家财政补助，比上一年增加了0.46%。
2019年，普朗科埃特的人均月收入总额为1,801欧元，其中高级职员为3,301欧元，低于法国平均水平（4,230欧元）；中级职员为2,185欧元，低于法国平均水平（2,411欧元）；普通职员为1,612欧元，亦低于法国平均水平（1,740欧元）。
2018年，普朗科埃特境内的青壮年（15至64岁）失业率为13.8%，当地45.4%的家庭拥有纳税资格，平均纳税1,719欧元，低于法国平均水平（3,910欧元）。

## 社会事务

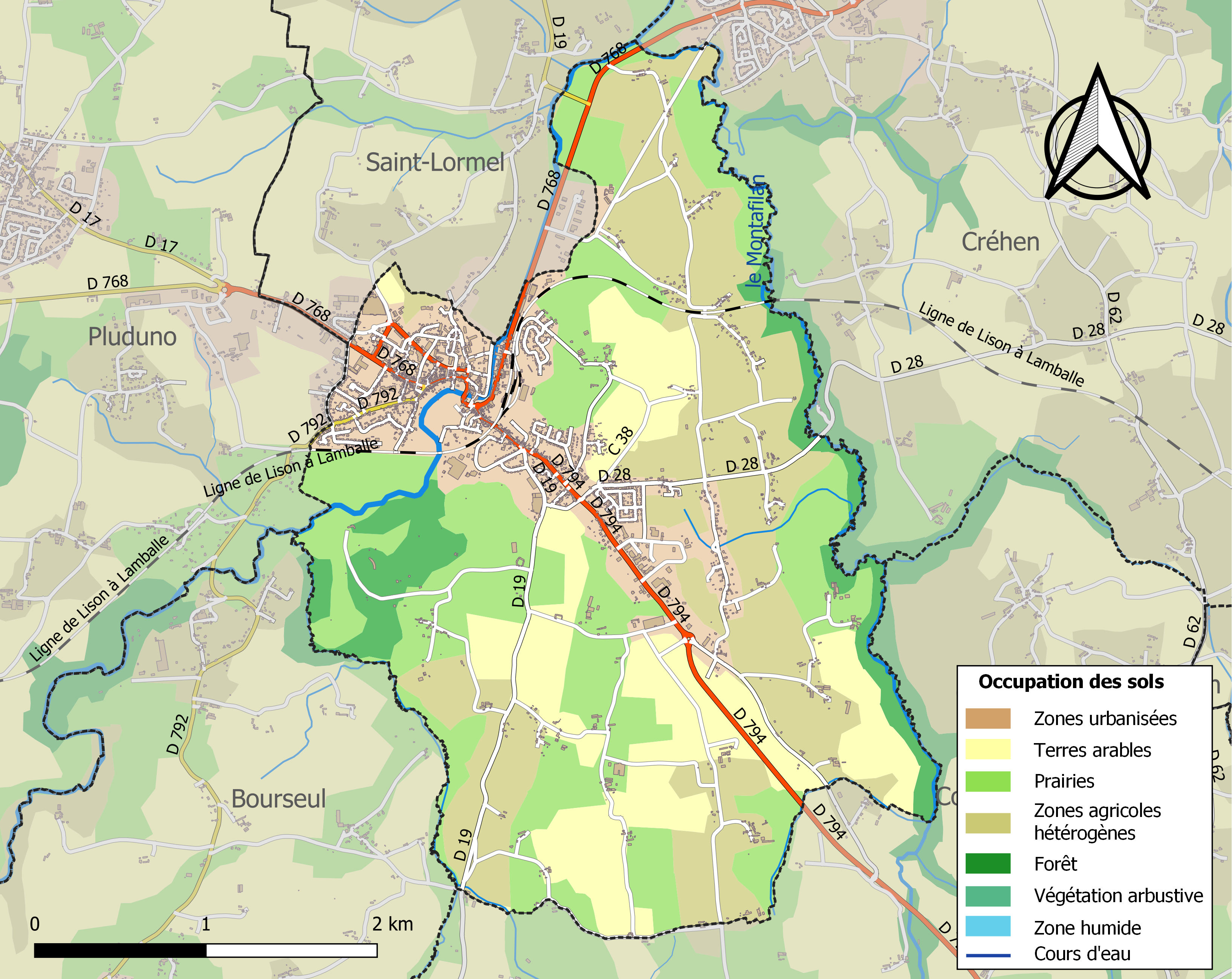
普朗科埃特土地利用情况地图

### 教育
普朗科埃特属于雷恩学区。截止2020年1月1日，普朗科埃特境内共有1所幼儿园、2所小学和1所初级中学。2018至2019学年度，普朗科埃特境内共有在校中等教育阶段学生529名。

### 医疗
截止2020年1月1日，普朗科埃特境内共有全科医生3名、保健师4名、牙医5名、护士3名和助产士1名。境内共有药房2家、养老院1家、残疾人帮扶中心1家。
距离普朗科埃特最近的区域性医疗机构为迪南中心医院（Centre Hospitalier de Dinan），其主病区勒内·普莱旺中心医院（Centre hospitalier René Pleven）位于迪南市区南部，距离普朗科埃特市区的正常车程约22分钟，该院设有床位278个，是当地规模最大的公立综合性医院。

### 住房
2018年，普朗科埃特境内共有各类住房1,786套，其中66.1%为独立式居民区，33.7%为集中式居民区。常住房屋占普朗科埃特市镇范围内居民建筑总量的82.8%。
在住房保障政策方面，2020年，普朗科埃特境内共有294户家庭获得了住房经济补助，受益人数占总人口数量的9.8%，其中276份为房租补助。

### 商业
2019年，普朗科埃特境内共有各类实体商铺88家，其中餐厅8家、大型超市2家、杂货店1家、面包房3家、肉铺2家、书店1家、银行门店5家、美容美发店5家、汽车维修店11家。市区西北部建有一家Hyper U超市。

### 体育
2020年，普朗科埃特境内有1处体育馆。
截至2022年1月，普朗科埃特境内暂无注册足球俱乐部。普朗科埃特阿尔格农足球俱乐部（Plancoët-Arguenon Football Club，编号502109）是当地的一支足球队，注册地址位于普吕迪诺境内，2021至2022赛季参加布列塔尼大区足球联赛。

### 环境
普朗科埃特的环境事务由其所属的迪南城市圈公共社区负责。2019年，普朗科埃特境内暂无污染企业。

### 治安
2019年，普朗科埃特市镇范围内有1处宪兵队。
普朗科埃特所在地是迪南宪兵总队的管辖范围。2020年，该宪兵总队辖区内共82个市镇累计发生各类案件3,491起，其中盗窃类案件1,861起，经济类案件558起，毒品交易类案件133起。

## 文化
2020年，普朗科埃特境内暂无文化设施。普朗科埃特市政府提供多媒体中心，每周二、三、五、六向公众开放。

### 建筑

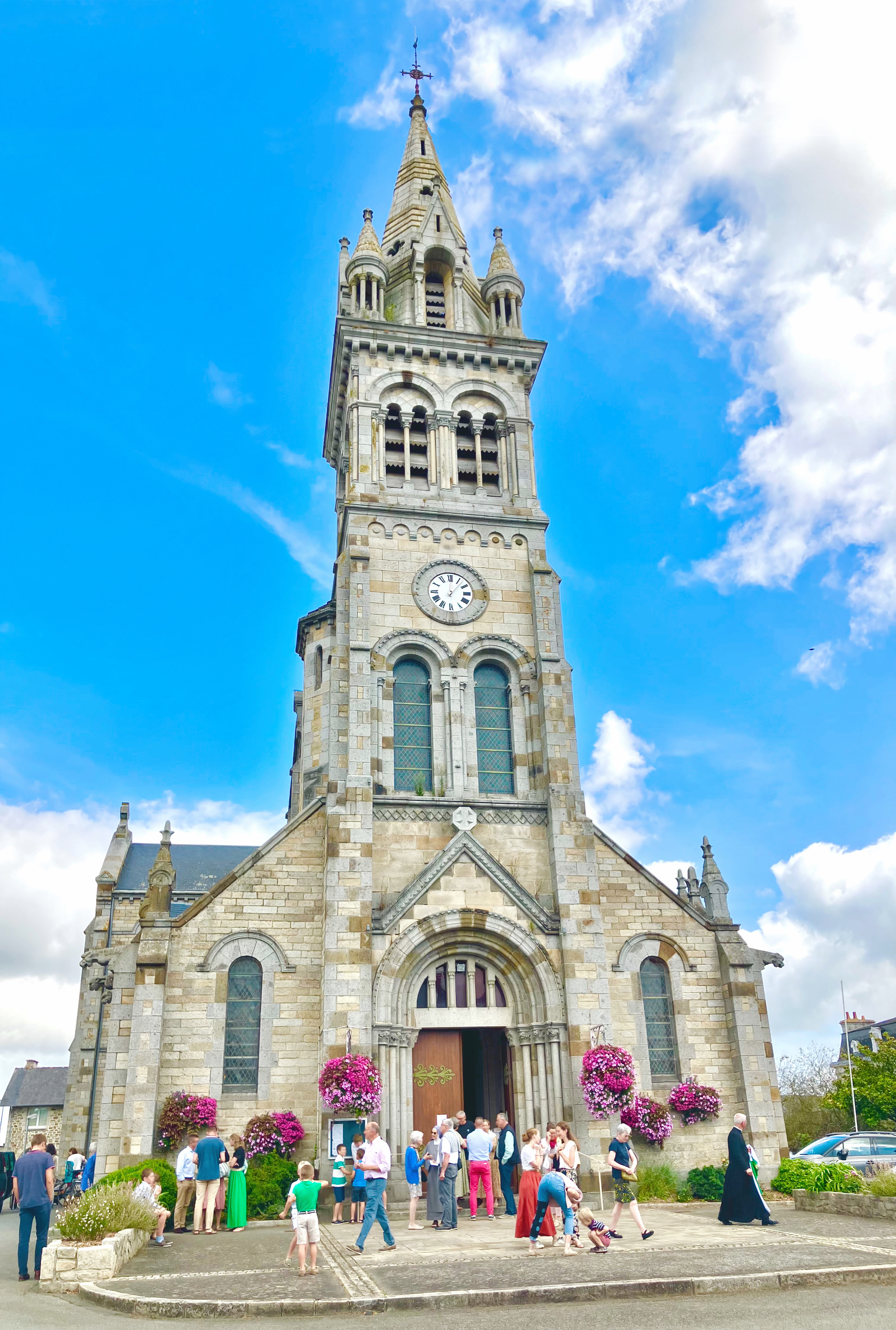
圣索沃尔教堂

普朗科埃特境内有多处历史建筑，其中普朗科埃特公墓十字架（Croix du cimetière de Plancoët）是法国国家文物保护单位，圣索沃尔教堂（Église Saint-Sauveur de Plancoët）则是当地的地标性建筑物。

### 旅游
普朗科埃特的旅游事务由其所属的迪南城市圈公共社区负责。2021年，普朗科埃特境内共有1个露营地，可容纳共100辆露营车。

### 媒体
法国主要的媒体均可在普朗科埃特接收，法国电视三台下属的布列塔尼大区频道在部分时段播出普朗科埃特所属区域的地方新闻。当地主要的地方性媒体包括《西部早报》、《阿摩尔滨海小蓝报》、蓝色法兰西阿摩里卡广播等

## 友好城市
截至2022年1月，普朗科埃特共与一座城市互为友好城市关系：
- 德国 克罗伊曹（1996年）